# Franco Battiato
Francesco "Franco" Battiato (Riposto,  23 de março de 1945 – Milo, 18 de maio de 2021) foi cantor e compositor, regente, escritor e pintor italiano.
Battiato foi confrontado com muitos estilos musicais, muitas vezes combinando-os juntos em uma abordagem eclética: a partir do início romântico, partiu para a música experimental, a musica culta de vanguarda, ópera, música étnica, rock progressivo, música pop e música eletrônica. Ele alcançou grande sucesso com o público e crítica, muitas vezes fazendo uso de parceiros como o excepcional violinista Giusto Pio, e o filósofo Manlio Sgalambro (co-autor de muitas das suas canções).
Não só a música, mas as letras refletem seus interesses, inclusive o esotérico, filosofia, misticismo sufi e meditação oriental.
Em 1984 participou no Festival da Eurovisão e, com Alice,  interpretou a canção "I treni di Tozeur".
Em 1995 lançou o álbum L'imboscata. O videoclipe de "La Cura", um dos temas do disco, foi gravado na cidade de Lisboa.
Morreu em 18 de maio de 2021, aos 76 anos de idade, de mieloma múltiplo, em Milo.

## Discografia

### Álbuns
- La Convenzione (1971)
- Fetus (1971)
- Pollution (1972)
- Sulle corde di Aries (1973)
- Clic (1974)
- M.lle le "Gladiator" (1975)
- Feed Back (1975)
- Battiato (1976)
- Juke Box (1977)
- L'Egitto prima delle sabbie (1978)
- L'era del cinghiale bianco (1979)
- Patriots (1980)
- La voce del Padrone (1981)
- L'arca di Noè (1982)
- Orizzonti perduti (1983)
- Mondi Lontanissimi (1985)
- Echoes of Sufi Dances (1985) [em inglês]
- Ecos de Danzas Sufi (1985) [em espanhol]
- Nomadas (1987) [em espanhol]
- Fisiognomica (1988)
- Giubbe Rosse (1989, ao vivo)
- Come un cammello in una grondaia (1991)
- Caffè de la Paix (1993)
- Unprotected (1994, ao vivo)
- L'ombrello e la macchina da cucire (1995)
- Battiato studio collection (1996, coletânea)
- L'imboscata (1996)
- Shadow Light (1996)
- Battiato Live Collection (1997, ao vivo)
- Gommalacca (1998)
- Fleurs (1999)
- Campi magnetici (2000)
- Ferro battuto (2001)
- Fleurs 3 (2002)
- Last Summer Dance (2003, ao vivo)
- Dieci stratagemmi (2004)
- Il vuoto (2007)
- Fleurs 2 (2008)
- Inneres Auge – Il tutto è più della somma delle sue parti (2009)

### Singles
- 1965: "L'amore è partito"
- 1965: "E piu ti amo"
- 1967: "La torre" / "Le reazioni"
- 1967: "Triste come me" / "Il mondo va così"
- 1968: "È l'amore" / "Fumo di una sigaretta"
- 1969: "Sembrava una serata come tante" / "Gente"
- 1969: "Bella ragazza" / "Occhi d'or"
- 1970: "Lacrime e pioggia"
- 1971: "Vento caldo" / "Marciapiede" - gravado em 1968
- 1972: "Energia" / "Una cellula"
- 1972: "La convenzione" / "Paranoia"
- 1978: "Adieu" / "San Marco" - Elektra Records, t 123 310
- 1979: "L'era del cinghiale bianco" / "Luna indiana"
- 1981: "Bandiera bianca" / "Summer on a Solitary Beach"
- 1984: "I treni di Tozeur" / "Le biciclette di Forlì" - com Alice
- 1985: "No Time No Space" / "Il re del mondo"
- 1985: "Via lattea" / "L'animale"
- 1991: "Pobre Patria" (em espanhol)
- 1985: "La estación de los amores" (em espanhol)
- 1996: "Strani Giorni/Decline and fall of the roman empire
- 1996: "La Cura"
- 1998: "Shock in my town"
- 1998: "Il ballo del potere"
- 2001: "Running against the grain" / "Sarcofagia" / "In trance"
- 2004: "Tra Sesso e Castità" / "Le aquile non volano a stormi" / "Ermeneutica"
- 2007: "Il vuoto"
- 2007: "Aspettando l'estate"
- 2007: "Niente è come sembra"
- 2008: "Tutto l'universo obbedisce all'amore"

## Operas
- Genesi (1987)
- Gilgamesh (1992)
- Messa arcaica (1994)
- Il Cavaliere dell'Intelletto (1994) - sem edição em CD

## Filmografia
- Perduto amor (2003)
- Musikanten (2005)
- Niente è come sembra (2007)